# Katie Findlay

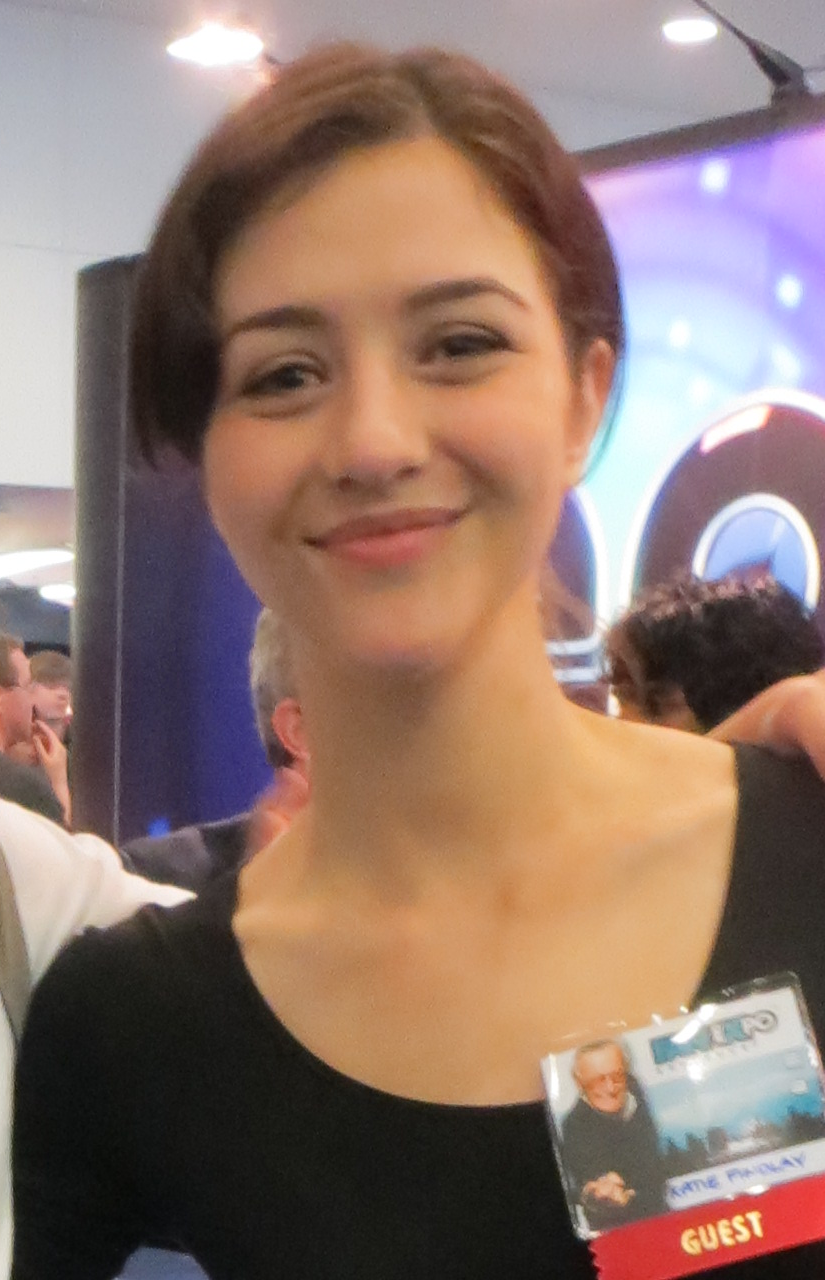
Katie Findlay (2013)

Katie Findlay (* 28. August 1990 in Windsor, Ontario) ist eine kanadische Schauspielerin.

## Leben und Karriere
Katie Findlay wurde im August 1990 in Windsor, Ontario, geboren. Aufgewachsen ist sie an der Westküste von Vancouver. Sie lernte zwölf Jahre lang Ballett, bis sie diese Leidenschaft aufgrund einer Rückenverletzung aufgeben musste. Sie ist portugiesischer, chinesischer, britischer und schottischer Abstammung.
Ihre erste Rolle in einer Fernsehserie erhielt sie in Fringe – Grenzfälle des FBI. Danach war sie 2010 als Emily in dem Fernsehfilm Tangled zu sehen. Es folgten Gastrollen in den Fernsehserien Psych, Endgame und Stargate Universe. Erste Aufmerksamkeit erlangte sie durch die Nebenrolle der Rosie Larsen in der AMC-Fernsehserie The Killing. 2012 hatte sie als Lily Jones einen Gastauftritt in der ersten Staffel von Continuum.
Im Februar 2012 erhielt sie eine Hauptrolle in dem Sex-and-the-City-Prequel The Carrie Diaries des Fernsehsenders The CW. Dort verkörperte sie von Januar 2013 bis Januar 2014 die Rolle der Maggie Landers. Von 2014 bis 2015 spielte sie in der ersten Staffel der ABC-Serie How to Get Away with Murder die Rolle der Rebecca Sutter.

## Filmografie (Auswahl)
- 2010: Fringe – Grenzfälle des FBI (Fringe, Fernsehserie, Episode 2x19)
- 2010: Tangled (Fernsehfilm)
- 2010: Psych (Fernsehserie, Episode 5x08)
- 2011–2012: The Killing (Fernsehserie, 13 Episoden)
- 2011: Endgame (Fernsehserie, Episode 1x04)
- 2011: Stargate Universe (Fernsehserie, 2 Episoden)
- 2011: Crash Site
- 2012: Continuum (Fernsehserie, Episode 1x05)
- 2013: The Philosophers – Wer überlebt? (After the Dark)
- 2013–2014: The Carrie Diaries (Fernsehserie, 22 Episoden)
- 2014: Der Zufrühkommer (Premature)
- 2014–2015: How to Get Away with Murder (Fernsehserie, 16 Episoden)
- 2015: The Bridge – Teil 1 (The Bridge, Fernsehfilm)
- 2015: The Dark Stranger (Fernsehfilm)
- 2016: The Bridge – Teil 2 (The Bridge Part II, Fernsehfilm)
- 2016: The Magicians (Fernsehserie, 3 Episoden)
- 2017: Man Seeking Woman (Fernsehserie, 10 Episoden)
- 2017: Lost Generation (Fernsehserie, 12 Episoden)
- 2019: The Twilight Zone (Fernsehserie, Episode 1x02)
- 2019–2021: Nancy Drew (Fernsehserie, 8 Episoden)
- 2019: Straight Up
- 2021: Zoey’s Extraordinary Playlist (Fernsehserie, 7 Episoden)
- 2021: Love Strikes Twice (Fernsehfilm)
- 2021: Psych 3: This Is Gus (Fernsehfilm)
- 2022–2023: Walker: Independence (Fernsehserie, 13 Episoden)
- 2023: Die Weihnachtsliste – Gute Vorsätze zum Fest (Sealed with a List, Fernsehfilm)
- 2024: The 5-Year Christmas Party (Fernsehfilm)
- 2024–2025: Fire Country (Fernsehserie, 2 Episoden)
- 2025: Twinless
- 2025: Wild Cards (Fernsehserie, Episode 2x05)